# Endomychus atriceps
Endomychus atriceps es una especie de coleóptero de la familia Endomychidae.

## Distribución geográfica
Habita en Camboya y Yunnan en (China).